# Tetjana Samolenková
Tetjana Samolenková (ukrajinsky: Тетяна Володимирівна Самоленко-Доровських – Tetjana Volodymyrivna Samolenko-Dorovskych, rusky: Татьяна Самоленко-Доровских; * 12. srpna 1961 Sekretarka u Orenburgu) je bývalá atletka, běžkyně na střední tratě startující za Sovětský svaz a později za Ukrajinu.
Je olympijskou vítězkou ze Soulu 1988 v běhu na 3000 metrů a trojnásobnou mistryní světa. Na světovém šampionátu v Římě v roce 1987 získala titul v bězích na 1500 i 3000 metrů, v roce 1991 zvítězila v běhu na 1500 metrů. Necelé dva týdny před mistrovstvím světa ve Stuttgartu v roce 1993 jí bylo prokázáno užití zakázaného stanozololu. IAAF ji potrestala čtyřletým trestem, což znamenalo pro jednatřicetiletou atletku konec kariéry.